# 特許事務所
特許事務所（とっきょじむしょ）とは、弁理士が業として特許、実用新案、意匠、商標など特許庁における手続あるいは経済産業大臣に対する手続を行うための業務を処理するために開設する事務所である。弁理士又は弁理士法人でない者は、弁理士若しくは弁理士法人又はこれに類似の名称を用いてはならない（弁理士法76条1項。罰則：同81条、100万円以下の罰金）。

## 概要
弁理士個人による代理業務を補助するために開設する事務所であり、従来より法人格は認められていなかったが、平成12年の弁理士法改正により法の定める条件を満たすと『特許業務法人』として、さらに令和4年の改正弁理士法施行によって『弁理士法人』として法人格を持つことが可能となった（改正前の特許業務法人については、令和5年3月末までに弁理士法人への移行が必要）。ただし、実務的には日本各地に支店を開設して経営規模を拡大できるようになる他には別段のメリットもなく、従来どおり法人格を持たない事務所も多い。

## 構成
弁理士一人がいれば、特許事務所として活動できる。実際には、電話・FAX等の通信手段の他に、一般事務や経理事務をこなす事務員、パソコンとインターネットによる「インターネット出願端末」などが必須となる。弁理士が一人だけでは突然の急病などの際に業務に支障をきたすので、同様の個人事務所の弁理士と提携して、互いに何か不都合があっても業務がストップしないようにしている。
また、弁理士法による懲戒処分は、弁理士法人に対するものでなければ弁理士個人に対するものであるが、個人事務所で弁理士が懲戒処分を受けると、事実上、業務が継続できなくなる。

## 報酬
かつては「弁理士報酬額表（特許事務標準額表、料金表）」が定められていたが、現在では顧客との交渉で報酬（費用）を決めることになっている。定期的にある程度の量の仕事を約束してくれる顧客に対しては、相互間の契約により、個別の報酬を定める場合がある。

## 評価
特許庁ウェブサイトにおいて、事務所ごとの出願数を閲覧可能としたサービスが案内されている。ただし、特許庁が当該ウェブサイトの利用を推奨するものではないと注意書きがされている。

## 所員の待遇

### 給与
実績あるいは出来高を反映した給与となっているところがほとんどで、年俸制を取る事務所もある。一年契約更新制としており、年俸で沢山もらう代わりに退職金がないところもある。所員の立場、つまり新人か指導する側かによっても、給与に反映されるところもある。

### 勤務時間
基本的に午前9時～9時30分から午後5時～5時30分までの事務所が多い。出願原稿作成が主業務の所員（技術者等）に対しては、出来高反映の給与のため、出勤・退勤時間の管理をせず在宅勤務を認める事務所もある。規模の大きい事務所では、フレックスタイム制を導入していることもある。残業時間は、事務所の仕事量や緊急対応などによって大きな波がある。技術者等で弁理士を目指している者は、勤務後の時間を受験勉強に充てるため、残業をしないこともある。弁理士試験合格者を多数輩出すると事務所のステータスが上がることもあり、所員の残業時間に配慮してくれるところも多い。

### 社会保険
個人の事務所では所員はお手伝い扱いとして社会保険に加入しないところもあるが、弁理士の増加による間の競争激化に伴い、社会保険完備の事務所が多くなってきている。

### 休日
特許庁の休日と連動しており、いわゆる『暦どおり』の休日となる。

### 実力主義
一般企業のような、ある程度の雇用の安定性は担保されていない。実績が上がらない所員は簡単に解雇される。逆に力のある所員が事務所を見限り他の事務所に移ることも少なくなく、所員にとっても経営者たる弁理士にとっても実力主義の厳しい職場といえる。

### 所員の採用について
一般企業とは逆に、即戦力による中途採用による所員で大半は構成される。新卒で採用してもらえるところも増えて来ているが、採用するには限界がある。「仕事をもらう」ことが全ての業界だからである。例えば、製造業のように「ものを作って売る」ことができないゆえに、「商品が大ヒットして会社に莫大な利益が入る」等という計算が一年を通じて全くできないのである。それゆえ会社自体に入る利益に限界があるため、ゼロから所員を育てる余裕が無い、というのが大半である。

## 事務所の名称
事務所の名称中にさらに以下のような名称が付けられるが、以下の意味で付けられている。当然のことながら担当業務に従事していることが必要であり、むやみに使ってはならない。
- 特許法律事務所…弁理士に加えて弁護士が常駐する
- 外内…外国から日本国の特許庁への出願を担当
- 内外…日本国内から外国への特許庁(一部では特許商標庁というところもある)出願を担当
- 国際…外内、内外の両方とも担当

他にも国際特許法律事務所、内外特許法律事務所、外内特許法律事務所と使われることもある。
旧弁理士法（大正10年法）では、第22条ノ3に「弁理士ニ非ザル者ハ利益ヲ得ル目的ヲ以テ弁理士、其ノ他之ニ類似スル名称ヲ使用スルコトヲ得ズ（本条追加、昭和13法律5）」としており、また、その後令和3年に改正された弁理士法76条1項でも「弁理士又は弁理士法人でない者は、弁理士若しくは又はこれらに類似する名称を用いてはならない」と規定されている。法律上明文化されている文言が「弁理士」であることと、かつては弁理士という職業がマイナーだったこともあり、どんな業態の事務所かがすぐわかるように、その名称を「○○特許事務所」とするのが主流であった。近年、弁理士という職業の認知度があがるにつれ、「○○弁理士事務所」という名称を冠した事務所も増えてきており、現存する事務所で早くにその名称を用いたのは「横浜弁理士事務所」である（日本弁理士会 弁理士名簿）。そもそも「弁理士」という言葉が正式に用いられたのは明治42年に施行された「特許弁理士令」からであり、それ以前の「特許代理業者登録規則（明治32年施行）」では、その名のとおり「特許代理業者」と呼ばれていたことから、「弁理士」という職業名の歴史よりも、「特許○○」という職場名の歴史のほうが古く、その名残が「特許事務所」が主として用いられていた理由の一つと考えられる。

## 大手

### 弁理士数
（在籍弁理士数上位20事務所）2019年8月現在
- 志賀国際特許事務所（東京都) 151名
- 創英国際特許法律事務所（東京都） 111名
- 青山特許事務所（大阪府） 94名
- 青和特許法律事務所（東京都） 94名
- 深見特許事務所（大阪府） 91名
- TMI総合法律事務所（東京都） 89名
- 太陽国際特許事務所（東京都） 87名
- 酒井国際特許事務所（東京都） 84名
- 中村合同特許法律事務所（東京都） 83名
- 杉村萬国特許事務所（東京都） 73名
- ユアサハラ法律特許事務所（東京都） 72名
- 伊東国際特許事務所（東京都） 63名
- 正林国際特許事務所（東京都） 63名
- 芦田・木村国際特許事務所（東京都） 59名
- 三好内外国特許事務所（東京都） 57名
- 協和特許法律事務所（東京都） 53名
- HARAKENZO WORLD PATENT & TRADEMARK（大阪府） 48名
- 秀和特許事務所（東京都） 45名
- 平木国際特許事務所（東京都） 39名
- オンダ国際特許事務所 （岐阜県） 38名

### 公開特許公報件数
（公開特許公報件数上位20事務所）
- 志賀国際特許事務所（東京都） 7218件
- 酒井国際特許事務所（東京都） 4790件
- 伊東国際特許事務所（東京都） 3005件
- 太陽国際特許事務所（東京都） 2781件
- オンダ国際特許事務所（岐阜県） 2779件
- 創英国際特許法律事務所（東京都） 2444件
- 深見特許事務所（大阪府） 2058件
- 青和特許法律事務所（東京都） 1788件
- 青山特許事務所（大阪府） 1746件
- 大塚国際特許事務所（東京都） 1673件
- 鈴榮特許綜合事務所（東京都） 1623件
- 正林国際特許商標事務所（東京都） 1513件
- 三好内外国特許事務所（東京都） 1423件
- 杉村萬国特許事務所（東京都） 1393件
- 協和特許法律事務所（東京都） 1300件
- TMI総合法律事務所（東京都） 1289件
- YKI国際特許事務所（東京都） 1268件
- 中村合同特許法律事務所（東京都） 1220件
- 鷲田国際特許事務所（東京都） 1184件
- 磯野国際特許商標事務所（東京都） 1147件

## 弁理士法人
弁理士法人の数：416法人（2024年1月末現在）、：313法人（2021年9月末現在）、183法人 （2013年6月末現在）
弁理士法人制度の目的は、基本的に弁理士が行ってきた業務を法人が行えるようにするものであり、法人の所有者である社員については弁理士に限定され、債権者に対する社員責任については、社員の連帯による無限責任制であり、社員となる弁理士が共同して定款を作成し、登記することをもって設立されるものである。
弁理士法人制度は、専門化・高度化する知的財産専門サービスへのニーズに対応するために、総合的サービスの提供を実現すべく導入されたものであるが、現在の法人数は 183法人 （2013年6月末現在） にとどまっており、その利用が十分に進んでいない。アンケート調査等によれば、利用が進まない最大の要因は社員の無限責任にあり、具体的には、弁理士法人の大規模化を図ろうとした場合、社員数が多くなれば自己の知り得ないうちに他の社員が関与した業務にまで無限責任を負うことから、大規模法人化が進まないのではないかとの指摘がある。

### 弁理士法人
「特許業務法人」の名称では取扱業務が正確に反映されないなどの声を受けて、2021年2月、特許庁において、法人名を「弁理士法人」と改正する方向性が示された。
特許法等の一部を改正する法律（令和3年5月21日法律第42号）が令和3年5月14日に制定され、これに伴って、弁理士法が改正され、「特許業務法人」という名称が「弁理士法人」という名称に変更することになった。令和3年法改正が施行後、1年以内に特許業務法人は弁理士法人に名称を変更する登記をすることが求められる。
弁護士法は弁護士法人について定め、税理士法は税理士法人について定めていることから、令和3年弁理士法改正で平仄を合わせることになる。